# 国語外国語化論
国語外国語化論（こくごがいこくごかろん）は、外国語を国語にするという主張である。日本においては、日本語を国語から除くという前提が含まれる論が多い。
- 「英語を日本の国語に」
明治初頭に後の初代文部大臣森有礼が、また、終戦直後に「憲政の神様」尾崎行雄が主張したことがある。

- 「フランス語を日本の国語に」
「小説の神様」志賀直哉がフランス語に代替せよと主張したことがある[2]。